# Sepia papillata
Sepia papillata е вид главоного от семейство Sepiidae.

## Разпространение и местообитание
Видът е разпространен в Намибия и Южна Африка (Западен Кейп, Източен Кейп, Квазулу-Натал и Северен Кейп).
Обитава крайбрежията на океани и реки. Среща се на дълбочина от 33 до 457 m, при температура на водата от 10,4 до 19,8 °C и соленост 34,9 – 35,4 ‰.